# Kathy Burke
Katherine Lucy Bridget „Kathy“ Burke (* 13. Juni 1964 in London) ist eine britische Schauspielerin.

## Leben
Kathy Burke war beinahe ein Jahr alt, als ihre Mutter an Krebs starb. Sie hat zwei ältere Brüder. Da ihr Vater, irischer Abstammung, unter Alkoholproblemen litt und zur Gewalttätigkeit neigte, lebte Burke zeitweise in einem Waisenhaus. Sie besuchte im Alter von 16 Jahren kostenfrei angebotene Schauspielkurse an der Anna Scher School in Islington, heute als das gemeinnützige Young Actors Theatre bekannt. Bis zu ihrem 26. Lebensjahr litt Burke, laut eigenen Angaben, selbst unter Alkoholproblemen.
Burke debütierte im Jahr 1981 in der Fernsehserie Educating Marmalade. Im Filmdrama Scrubbers (1983) spielte sie eine der größeren Rollen. Ihre Rolle in der Miniserie Mr. Wroe's Virgins (1993) brachte Burke im Jahr 1994 den Royal Television Society Award. Für ihre Auftritte in drei Folgen der Fernsehserie Harry Enfield and Chums im Jahr 1994 wurde sie im Jahr 1998 für den BAFTA TV Award nominiert. Im Jahr 1998 erhielt sie die zweite Nominierung für den gleichen Preis für ihre Rolle in der Miniserie The History of Tom Jones, a Foundling (1997) und die dritte für ihre Hauptrolle in Nil by Mouth (1997) von Gary Oldman. In dem Drama über eine Familie aus der britischen Arbeiterklasse war sie als schwangere und misshandelte Ehefrau von Ray Winstone zu sehen und gewann 1997 den Darstellerpreis der Internationalen Filmfestspiele von Cannes und 1998 den British Independent Film Award.
Im Filmdrama Tanz in die Freiheit (1998) war Burke an der Seite von Meryl Streep als deren Filmschwester zu sehen. Für diese Rolle wurde sie 1999 für den Golden Satellite Award nominiert. Im Historiendrama Elizabeth (1998) mit Cate Blanchett in der Hauptrolle verkörperte sie die sterbenskranke Mary Tudor.
In den Jahren 1999 bis 2001 trat Burke in der Fernsehserie Gimme, Gimme, Gimme auf und wurde in den Jahren 2001 sowie 2002 für den BAFTA TV Award nominiert. In den Jahren 1999 und 2000 wurde sie für den British Comedy Award nominiert, den sie 2002 erhielt. Im Jahr 2002 nahm sie auch für diese Rolle den britischen National Television Award entgegen. Die Titelrolle von Perry in der Musikkomödie Kevin und Perry tun es (2000) brachte ihr 2001 eine Nominierung für den Empire Award.
Burke schrieb das Theaterstück Mr Thomas, welches unter ihrer Regie mit Ray Winstone in der Hauptrolle im Theater Old Red Lion aufgeführt wurde. Sie lebt in London.

## Filmografie (Auswahl)
- 1983: Scrubbers
- 1984: Goodie-Two-Shoes
- 1985: Sacred Hearts
- 1986: Sid and Nancy
- 1987: Eat the Rich
- 1989: Work Experience (Kurzfilm)
- 1990: Amongst Barbarians
- 1993: Mr. Wroe's Virgins (Miniserie)
- 1994: Harry Enfield and Chums (Fernsehserie)
- 1995: Hello, Hello, Hello (Kurzfilm)
- 1997: Nil by Mouth
- 1997: The History of Tom Jones, a Foundling (Miniserie)
- 1998: Tanz in die Freiheit (Dancing at Lughnasa)
- 1998: Elizabeth
- 1999–2001: Gimme, Gimme, Gimme (Fernsehserie)
- 2000: Love, Honour and Obey
- 2000: Kevin und Perry tun es (Kevin & Perry Go Large)
- 2001: The Martins
- 2002: Once Upon a Time in the Midlands
- 2002: Anita and Me
- 2006: Flutsch und weg (Flushed Away)
- 2011: Dame, König, As, Spion (Tinker, Tailor, Soldier, Spy)
- 2015: Pan
- 2016: Crashing (Fernsehserie)
- 2022: Das Seeungeheuer (The Sea Beast) (Sprechrolle)
- 2024: Blitz